# Velika nagrada Madžarske 2006
Velika nagrada Madžarske 2006 je bila trinajsta dirka Svetovnega prvenstva Formule 1 v sezoni 2006. Odvijala se je 6. avgusta 2006. Dirka je bila pravi triler poln trčenj, ki je prinesel prvo zmago Jensonu Buttnu, doseženo šele na svoji 113. dirki po tem ko je štartal s 14. mesta.

## Poročilo

### Prosta treninga
Komisarji dirke so Fernanda Alonsa zaradi nevarne vožnje in prehitevanja pod rumenimi zastavami med petkovim treningom kaznovali z dvema sekundama pribitka na kvalifikacijah. Christijan Albers pa je dobil kazen pribitka desetih mest po kvalifikacijah zaradi menjave motorja, kar se mu je zgodilo že drugič v dveh tednih. Jensonu Buttnu se je zgodilo podobno, po tem ko mu je razneslo motor na zadnjem treningu..
Podobno kot Alonsa, je tudi Michaela Schumacherja doletela kazen pribitka dveh sekund na kvalifikacijah zaradi prehitevanja Roberta Kubice in Alonsa na sobotnem treningu pod rdečo zastavo. Mnogim poznavalcem sta se zdeli obe kazni glavnih kandidatov za naslov prvaka sporni. Alonso je označil svojo kazen za presedan, Ferrari pa je menil, da si Schumacher ni zaslužil tako hude kazni kot Alonso.

### Kvalifikacije
Na kvalifikacijah se pričakovano Schumacherju in Alonsu ni uspelo uvrstiti v zadnji del kvalifikacij, zasedla sta 12. in 15. štartno mesto. To je izkoristil Kimi Räikkönen in osvojil najboljši štartni položaj, pred Brazilcema Felipejem Masso in Rubensom Barrichellom. Četrti čas je osvojil Button, ki je zaradi kazni izgubil deset mest padel na štirinajsto mesto. V nadaljevanju so se do desetega mesta zvrstili še Pedro de la Rosa, Mark Webber, Ralf Schumacher, Giancarlo Fisichella, Jarno Trulli, Robert Kubica in Nick Heidfeld.

### Dirka
Steza je bila na začetku dirke mokra, kar je pomenilo da je to prva deževna Velika nagrada Madžarske v zgodovini. Na štartu je Kimi Räikkönen z najboljšega štartnega položaja prešel v vodstvo. Alonso in Schumacher sta odlično štartala in se prebijala navzgor, Alonso je Schumacherja, ki je imel obilico težav z malo oprijema pnevmatik Bridgestone, prehitel po zunanji strani in se prebil do tretjega mesta. Po postanku obeh McLarnov pa je tudi prešel v vodstvo. Medtem je Schumacher v borbi za peto mesto z Giancarlom Fisichello izgubil sprednje krilce in moral v bokse, zaradi česar je izgubil cel krog. Räikkönen je imel z drugim setom koles obilico težav, nato pa je močno trčil v zadnji del Tora Rossa Vitantonia Liuzzija. S tem je Finec popolnoma uničil svoj dirkalnik, na stezo pa je moral zapeljati tudi varnostni avto. Alonso je to izkoristil za postanek, zaradi česar se je Schumacher za las vrnil v isti krog z vodilnim. Jenson Button, ki ni opravil postanka, se je prebil na drugo mesto za Alonsa. Po odhodu varnostnega avtomobila v bokse je Button napadal Alonsa, toda kmalu je moral na postanek v bokse. Izgledalo je, da ima Alonso zmago že v žepu, toda po zamenjavi pnevmatik mu je odpadla matica na zadnjem desnem kolesu, zaradi česar je Španec izgubil nadzor nad dirkalnikom in trčil v ogrado. S tem je v vodstvo prešel Button in ga brez težav zadržal do konca. Med tem se je Schumacher prebil že do drugega mesta, toda zaradi zgodnejšega postanka je bil še na gumah za rahel dež, med tem ko so konkurenti že namestili pnevmatike za suho stezo. To se mu je v zadnjih krogih maščevalo, saj je močno izgubljal proti zasledovalcem. Schumacher je agresivno branil svoje mesto pred de la Roso in Nickom Heidfeldom, toda oba sta ga uspela prehiteti. Med tem, ko ga je prehiteval rojak Heidfeld, sta s Schumacherjem rahlo trčila s kolesi, kar je zaradi poškodovanega vzmetenja na Ferrariju, Schumacherja prisililo v odstop le tri kroge pred ciljem. Button je prišel do svoje prve zmage, de la Rosa z drugim mestom do svoje prve uvrstitve na stopničke, Heidfeld pa je s tretjim mestom privozil BMW Sauberju prvo uvrstitev na stopničke. Novinec Robert Kubica je v svoji prvi dirki končal na sedmem mestu, toda zaradi prelahkega dirkalnika je bil kasneje diskvalificiran. Poljakova nesreča je Schumacherju vendarle prinesla točko za osmo mesto..

## Rezultati

### Kvalifikacije
| Poz | Dirkač               | Konstruktor         | 3. del   | 2. del   | 1. del   |
| --- | -------------------- | ------------------- | -------- | -------- | -------- |
| 1   | Kimi Räikkönen       | McLaren-Mercedes    | 1,19,599 | 1,19,704 | 1,20,080 |
| 2   | Felipe Massa         | Ferrari             | 1,19,886 | 1,19,504 | 1,19,742 |
| 3   | Rubens Barrichello   | Honda               | 1,20,085 | 1,19,783 | 1,21,141 |
| 4   | Jenson Button*       | Honda               | 1,20,092 | 1,19,943 | 1,20,820 |
| 5   | Pedro de la Rosa     | McLaren-Mercedes    | 1,20,117 | 1,19,991 | 1,21,288 |
| 6   | Mark Webber          | Williams-Cosworth   | 1,20,266 | 1,20,047 | 1,21,335 |
| 7   | Ralf Schumacher      | Toyota              | 1,20,759 | 1,20,243 | 1,21,112 |
| 8   | Giancarlo Fisichella | Renault             | 1,20,924 | 1,20,154 | 1,21,370 |
| 9   | Jarno Trulli         | Toyota              | 1,21,132 | 1,20,231 | 1,21,434 |
| 10  | Robert Kubica        | BMW Sauber          | 1,22,049 | 1,20,256 | 1,20,891 |
| 11  | Nick Heidfeld        | BMW Sauber          |          | 1:20,623 | 1:21,437 |
| 12  | Michael Schumacher   | Ferrari             |          | 1:20,875 | 1:21,440 |
| 13  | David Coulthard      | Red Bull-Ferrari    |          | 1:20,890 | 1:21,163 |
| 14  | Christian Klien      | Red Bull-Ferrari    |          | 1:21,207 | 1:22,027 |
| 15  | Fernando Alonso      | Renault             |          | 1:21,364 | 1:21,792 |
| 16  | Tiago Monteiro       | MF1-Toyota          |          | 1:23,767 | 1:22,009 |
| 17  | Vitantonio Liuzzi    | Toro Rosso-Cosworth |          |          | 1:22,068 |
| 18  | Nico Rosberg         | Williams-Cosworth   |          |          | 1:22,084 |
| 19  | Scott Speed†         | Toro Rosso-Cosworth |          |          | 1:22,317 |
| 20  | Takuma Sato          | Super Aguri-Honda   |          |          | 1:22,967 |
| 21  | Christijan Albers*   | MF1-Toyota          |          |          | 1:23,146 |
| 22  | Sakon Jamamoto       | Super Aguri-Honda   |          |          | 1:24,016 |

Opombi
- * Jenson Button in Christijan Albers sta bila kaznovana s pribitkom desetih mest zaradi menjave motorja.
- † Komisarji so ugotovili, da je Scott Speed oviral drugega dirkača v kvalifikacijah in mu zato črtali tri najboljše čase, zato je izgubil eno štartno mesto.

### Dirka
| Poz  | Št | Dirkač               | Konstruktor         | Krogi | Čas/Odstop  | Št. m. | Toč |
| ---- | -- | -------------------- | ------------------- | ----- | ----------- | ------ | --- |
| 1    | 12 | Jenson Button        | Honda               | 70    | 1:52:20,941 | 14     | 10  |
| 2    | 4  | Pedro de la Rosa     | McLaren-Mercedes    | 70    | + 30,837 s  | 4      | 8   |
| 3    | 16 | Nick Heidfeld        | BMW Sauber          | 70    | + 43,822 s  | 10     | 6   |
| 4    | 11 | Rubens Barrichello   | Honda               | 70    | + 45,205 s  | 3      | 5   |
| 5    | 14 | David Coulthard      | Red Bull-Ferrari    | 69    | +1 krog     | 12     | 4   |
| 6    | 7  | Ralf Schumacher      | Toyota              | 69    | +1 krog     | 6      | 3   |
| 7    | 6  | Felipe Massa         | Ferrari             | 69    | +1 krog     | 2      | 2   |
| 8    | 5  | Michael Schumacher   | Ferrari             | 67    | Vzmetenje   | 11     | 1   |
| 9    | 18 | Tiago Monteiro       | MF1-Toyota          | 67    | +3 krogi    | 16     |     |
| 10   | 19 | Christijan Albers    | MF1-Toyota          | 67    | +3 krogi    | 22     |     |
| 11   | 21 | Scott Speed          | Toro Rosso-Cosworth | 66    | +4 krogi    | 20     |     |
| 12   | 8  | Jarno Trulli         | Toyota              | 65    | Motor       | 8      |     |
| 13   | 22 | Takuma Sato          | Super Aguri-Honda   | 65    | +5 krogov   | 19     |     |
| Ods  | 1  | Fernando Alonso      | Renault             | 51    | Pog. gred   | 15     |     |
| Ods  | 3  | Kimi Räikkönen       | McLaren-Mercedes    | 25    | Trčenje     | 1      |     |
| Ods  | 20 | Vitantonio Liuzzi    | Toro Rosso-Cosworth | 25    | Trčenje     | 17     |     |
| Ods  | 10 | Nico Rosberg         | Williams-Cosworth   | 19    | El. sistem  | 18     |     |
| Ods  | 2  | Giancarlo Fisichella | Renault             | 18    | Zavrten     | 7      |     |
| Ods  | 15 | Christian Klien      | Red Bull-Ferrari    | 6     | Zavrten     | 13     |     |
| Ods  | 9  | Mark Webber          | Williams-Cosworth   | 1     | Trčenje     | 5      |     |
| Ods  | 23 | Sakon Jamamoto       | Super Aguri-Honda   | 0     | Motor       | 21     |     |
| DSQ* | 17 | Robert Kubica        | BMW Sauber          | 69    | +1 krog     | 9      |     |